# Cathédrale du Saint-Rosaire de Semarang
Cette  cathédrale n’est pas la seule cathédrale du Saint-Rosaire.
La cathédrale de la Vierge-Marie-Reine-du-Saint-Rosaire (en indonésien : Gereja Katedral Perawan Maria Ratu Rosario Suci), est la cathédrale de l’archidiocèse de Semarang. La construction de l’édifice fut terminée en 1927 dans le quartier de Randusari à Semarang. Elle devient une paroisse en 1930 puis cathédrale en 1940, quand Albertus Soegijapranata fut nommé premier vicaire apostolique de Semarang.

## Description

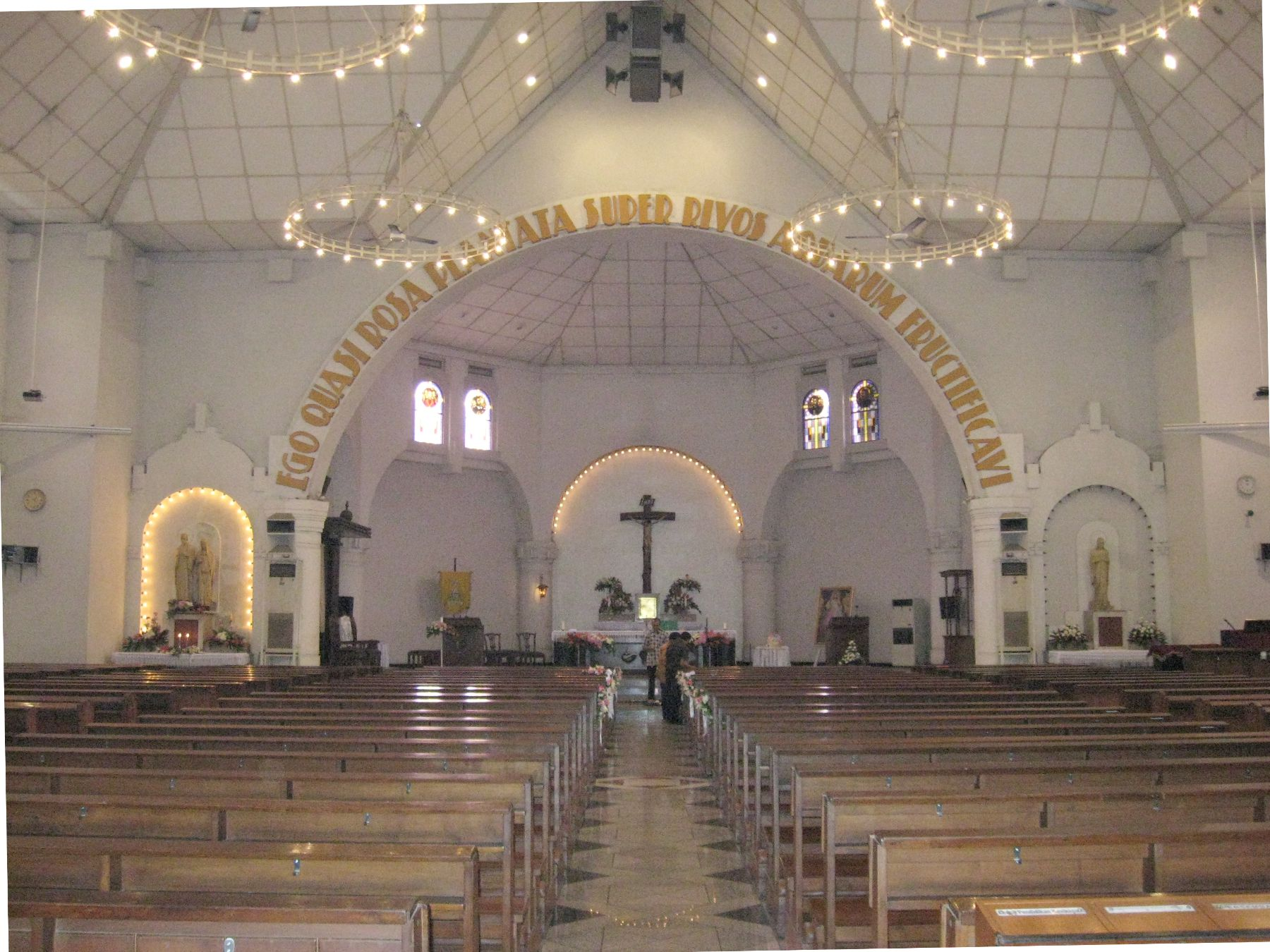
L'intérieur de la cathédrale.

La cathédrale est située à Tugu Muda, dans Randusari, Semarang. Tugu Muda est un quartier culturel, où sont situés aussi le Lawang Sewu, le Mandala Bhakti Museum, et le marché de Bulu.
Le complexe comprend la cathédrale, des salles de réunion, et une école. En 2012, la résidence de l’évêque y fut installée, elle comprend sa propre chapelle, son secrétariat et un jardin.

## Histoire
Le terrain sur lequel a été construite la cathédrale appartenait au département de la Santé de Semarang, il a été acheté par l’Église pour répondre à l’augmentation du nombre des fidèles.
En 1940, L’église devient cathédrale du vicariat apostolique de Semarang.